# Turbostroj
Turbostroj (lat. turbo: vihor, vrtlog) je energetski stroj sa stalnim  (kontinuiranim) protokom radnoga fluida (tekućina ili plin) kroz sustav statorskih i rotorskih lopatica. Pri tom lopatice rotora predaju fluidu energiju razvijenu nekim drugim strojem koji ih pokreće (kompresor; crpka), ili od fluida oduzimaju energiju pretvarajući ju u mehanički rad (turbina). Radni fluid može biti stlačiv, na primjer vodena para, plinovi izgaranja i zrak, ili nestlačiv, na primjer voda. S obzirom na brzinu vrtnje rotora, turbostrojevi se dijele na sporohodne i brzohodne, s obzirom na smjer strujanja fluida na aksijalne (fluid struji paralelno s osi rotora), radijalne (strujanje je okomito na os rotora) i mješovite, a prema broju parova statorskih i rotorskih lopatica u kojima se obavlja pretvorba energije na jednostupanjske i višestupanjske. Prema energetskoj pretvorbi turbostrojevi se razvrstavaju na akcijske (potencijalna energija se u kinetičku pretvara u statoru, a kinetička u mehanički rad u rotoru) i reakcijske (potencijalna se energija u kinetičku pretvara u statoru i rotoru, a kinetička u mehanički rad u rotoru).

## Plinska turbina
Plinska turbina je energetski stroj koji pretvara energiju plinova povišenoga tlaka i temperature u koristan mehanički rad (turbina). Najčešće se sastoji od strujnoga kompresora (turbokompresora) koji dobavlja zrak u turbinu, komore izgaranja u kojoj izgaranjem tekućeg ili plinovitoga goriva nastaju plinovi izgaranja povišenoga tlaka i temperature, te turbine nalik parnoj turbini, u kojoj se kinetička energija strujanja plinova pretvara u koristan rad vrtnje vratila. Zrak se, prije no što se uvede u komoru izgaranja, stlači u aksijalnom ili centrifugalnom turbokompresoru, obično smještenom na istom vratilu kao i turbina koja ga ujedno pokreće (jednoosovinska izvedba). Turbina može imati više stupnjeva, od kojih nekoliko pokreće kompresor, a ostali pokreću radno vratilo stroja. Kod kompresora koji zahtijevaju značajnu snagu (više od 2/3 snage turbine) između pojedinih se grupa stupnjeva osigurava međuhlađenje zraka. Za poboljšanje rada uvodi se i međuizgaranje, kada se turbina najčešće sastoji od dvije grupe turbinskih stupnjeva između kojih se nalazi dodatna komora izgaranja. Kako bi se iskoristio dio topline ispušnih plinova na izlasku iz turbine, plinovi se prethodno uvode u izmjenjivač topline u kojem predgrijavaju zrak što ulazi u komoru izgaranja.

## Parna turbina
Parna turbina je rotacijski toplinski stroj u kojem se energija vodene pare visokog tlaka i temperature najprije pretvara u kinetičku energiju strujanja, a potom u mehanički rad, vrtnju rotora. Najčešće se koristi za pogon električnih generatorâ, crpki (pumpi), kompresorâ, brodskih vijaka i drugog. Danas se parne turbine znatno razlikuju po snazi (od desetak kilovata do nekoliko tisuća megavata) i izmjerama (promjera od nekoliko desetaka centimetara do nekoliko metara). Osnovni je dio turbine rotor. Kod najjednostavnije se turbine sastoji od vratila s diskom, po obodu kojega su raspoređene aerodinamički oblikovane rotorske lopatice. Ispred rotora smještene su, također aerodinamički oblikovane, statorske lopatice (sapnice), koje toku pare na ulazu u rotorske lopatice daju povoljan smjer i brzinu. Nosi ih kućište turbine, koje ujedno odvaja radni prostor turbine od okoliša. Jedan red statorskih i rotorskih lopatica čini stupanj parne turbine. 

## Vodna turbina
Vodna turbina je energetski stroj u kojem se potencijalna energija vode najprije pretvara u kinetičku energiju, a zatim se kinetička energija pretvara u mehanički rad za pogon električnog generatora. Konstrukcijski se ne razlikuje od ostalih turbina, i u osnovi se sastoji od kućišta sa statorskim lopaticama, te rotora (turbina). U reakcijskoj (pretlačnoj) turbini zakretni je moment rotora posljedica sile koja nastaje promjenom količine gibanja i djelovanjem reakcijske sile uvjetovane razlikom tlaka, Coriolisovom silom i drugim. U akcijskoj turbini (impulsna turbina ili turbina slobodnoga mlaza) zakretni je moment rotora posljedica sile koja nastaje samo promjenom količine gibanja zbog skretanja mlaza u rotoru. Ovisno o smjeru strujanja vode, reakcijske turbine mogu biti radijalne, aksijalne, radijalno-aksijalne i dijagonalne, dok su akcijske turbine tangencijalne. Za iskorištavanje vodnih potencijala s malim geodetskim padovima i velikim protocima rabi se aksijalna Kaplanova turbina i cijevna turbina (snage do 250 MW), sa srednjim geodetskim padovima i protocima dijagonalna Deriazova turbina (snage do 350 MW) te radijalna ili radijalno-aksijalna Francisova turbina (snage do 1000 MW), a s velikim geodetskim padovima i razmjerno malenim protocima tangencijalna Peltonova turbina (snage do 250 MW). Pumpno-turbinski stroj vrsta je vodne turbine, koja može raditi kao pumpa u doba manje potrošnje električne energije, kada višak električne energije pretvara u potencijalnu energiju vode, pumpajući ju na višu razinu, ili kao turbina u doba vršne potrošnje električne energije.